# Marathon van Tokio 2007
De marathon van Tokio 2007 werd gelopen op zondag 18 februari 2007. Het was de eerste editie van de Tokyo Marathon, een hardloopevenement waar zowel mannen en vrouwen aan deel mochten nemen. Er werd gelopen bij 5,1 graden Celsius en een luchtvochtigheid van 94 %. Er waren geen elitevrouwen uitgenodigd voor deze wedstrijd.
Aan deze wedstrijd deden 25.130 marathonlopers deel. Bij de mannen ging de overwinning naar de Keniaan Daniel Njenga. Bij de vrouwen won Hitomi Niiya in een tijd van 2:31.02. Hiervoor liep ze nog nimmer een halve marathon of een 10.000 meter op de baan.

## Uitslagen

### Mannen
| rang   | naam               | land | tijd    |
| ------ | ------------------ | ---- | ------- |
| Goud   | Daniel Njenga      | KEN  | 2:09.45 |
| Zilver | Tomoyuki Sato      | JPN  | 2:11.22 |
| Brons  | Satoshi Irifune    | JPN  | 2:12.44 |
| 4      | Masashi Hayashi    | JPN  | 2:15.28 |
| 5      | Kazuyoshi Tokumoto | JPN  | 2:15.55 |
| 6      | Vanderlei de Lima  | BRA  | 2:16.08 |
| 7      | Seiji Kobayashi    | JPN  | 2:17.13 |
| 8      | Manabu Itayama     | JPN  | 2:17.29 |
| 9      | Koji Konan         | JPN  | 2:18.03 |
| 10     | Taye Moges         | ETH  | 2:18.20 |

### vrouwen
| rang   | naam           | land | tijd    |
| ------ | -------------- | ---- | ------- |
| Goud   | Hitomi Niiya   | JPN  | 2:31.01 |
| Zilver | Mari Tanigawa  | JPN  | 2:49.54 |
| Brons  | Tanaka Hikaru  | JPN  | 2:50.02 |
| 4      | Myanna Lennon  | GBR  | 2:52.04 |
| 5      | Yuko Arimori   | JPN  | 2:52.45 |
| 6      | Yumiko Suda    | JPN  | 2:55.31 |
| 7      | Abe Michiyo    | JPN  | 2:56.14 |
| 8      | Junko Kataoka  | JPN  | 2:56.20 |
| 9      | Mami Kudo      | JPN  | 2:57.03 |
| 10     | Mitsuko Hirose | JPN  | 2:57.21 |

Tokyo International Marathon (alleen mannen)

1981 · 1982 · 1983 · 1984 · 1985 · 1986 · 1987 · 1988 · 1989 · 1990 · 1991 · 1992 · 1993 · 1994 · 1995 · 1996 · 1997 · 1998 · 1999 · 2000 · 2001 · 2002 · 2003 · 2004 · 2005 · 2006

Tokyo International Women's Marathon (alleen vrouwen)

1979 · 1980 · 1981 · 1982 · 1983 · 1984 · 1985 · 1986 · 1987 · 1988 · 1989 · 1990 · 1991 · 1992 · 1993 · 1994 · 1995 · 1996 · 1997 · 1998 · 1999 · 2000 · 2001 · 2002 · 2003 · 2004 · 2005 · 2006 · 2007 · 2008

Tokyo Marathon (beide)

2007 · 2008 · 2009 · 2010 · 2011 · 2012 · 2013 · 2014 · 2015 · 2016 · 2017 · 2018 · 2019 · 2020 · 2021 · 2022 · 2023 · 2024